# Limniboza
Limniboza  é um gênero botânico da família Lamiaceae

## Espécies
- Limniboza coerulea
- Limniboza dilungensis
- Limniboza lisowskiana